# NGC 4150
NGC 4150是一个位于后发座的椭圆星系，距离地球4500万光年，1785年3月13日由威廉·赫歇爾发现。

## 画廊

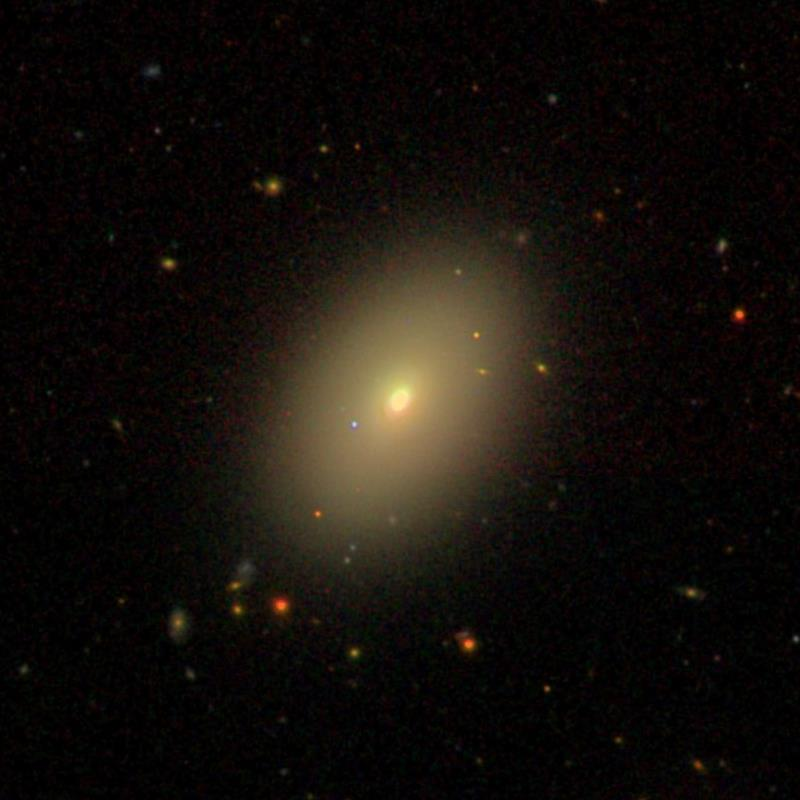
SDSS拍摄的NGC 4150
NGC 4150星系核